# Bustillo de la Vega
Pour les articles homonymes, voir Bustillo.
Bustillo de la Vega est une commune espagnole de la province de Palencia, dans la communauté autonome de Castille-et-León.